# Ina Rosvall

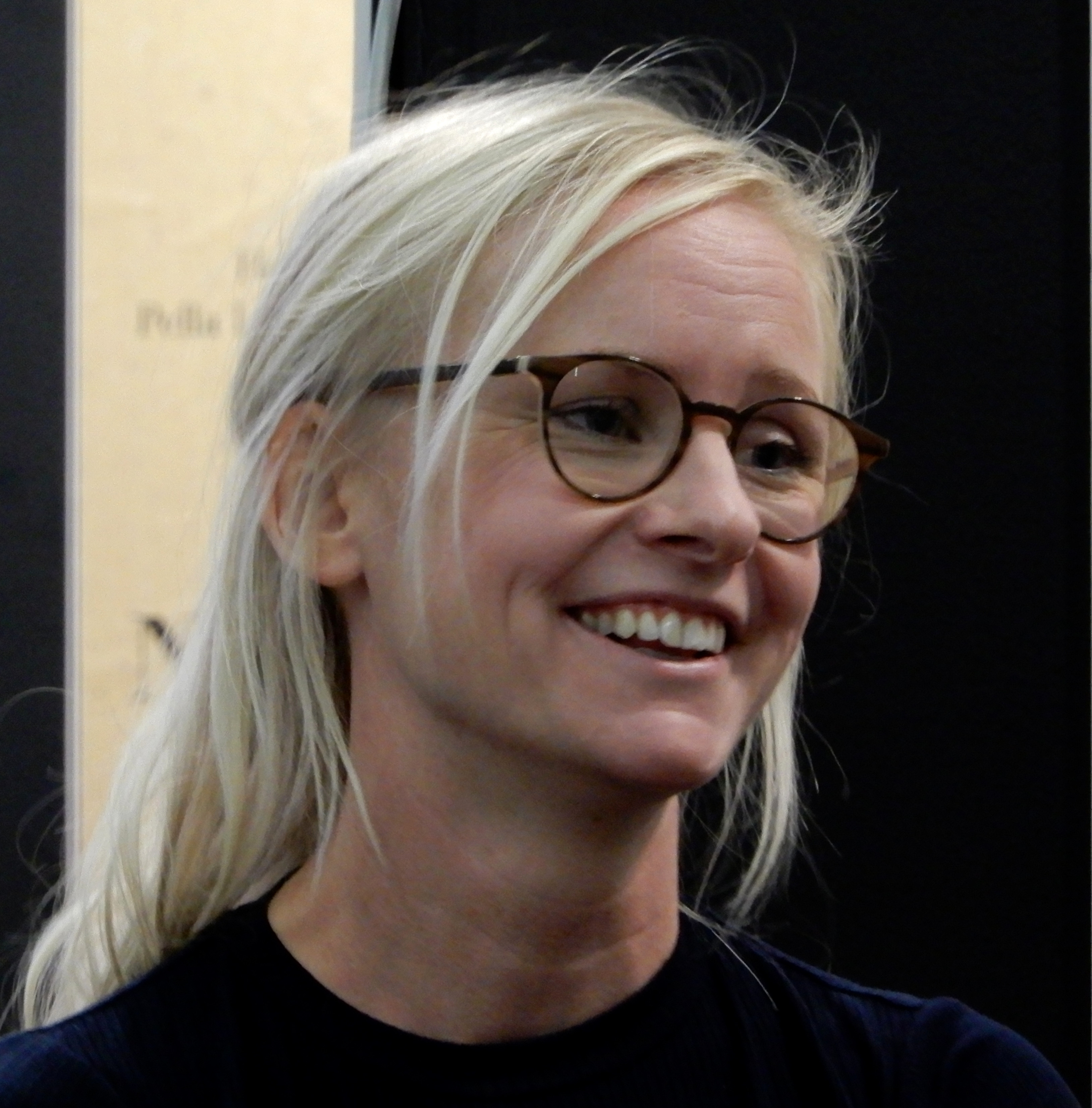
Ina Rosvall på bokmässan i Göteborg 2022

Ina Rosvall, född 1988, är en svensk författare och legitimerad psykolog. Hon debuterade 2018 med den kritikerrosade och katapultprisnominerade science fiction-romanen Harungen på Albert Bonniers förlag och har därefter deltagit i novellantologin Malmö 2048, utgiven av Svensk Sci Fi 2019 . 